# Il paesaggio morale. Come la scienza determina i valori umani
Il paesaggio morale. Come la scienza determina i valori umani (The Moral Landscape: How Science Can Determine Human Values) è un saggio scritto da Sam Harris nel 2010, tradotto dall'inglese all'italiano e pubblicato da Einaudi nel 2012.
Il libro promuove una scienza della morale e sostiene che molti pensatori hanno a lungo confuso il rapporto tra la morale, i fatti e la scienza. L'autore mira a creare una terza via tra quei laici che dicono che la morale è soggettiva (ad esempio, il relativismo etico), e quei religiosi che dicono che la morale è data da Dio e dalle Sacre Scritture. Harris sostiene che l'unica struttura morale che valga la pena di considerare è quella in cui le cose "moralmente buone" si riferiscono all'aumento del "benessere delle creature coscienti". Sostiene inoltre che, nonostante i problemi della filosofia della scienza e della ragione in generale, le "questioni morali" avranno risposte oggettivamente giuste e sbagliate suffragate da fatti empirici su ciò che induce la gente a star bene e prosperare. Sfidando l'antica nozione filosofica che non potremmo mai ottenere un dover essere da un essere (cfr. David Hume), Harris afferma che le questioni morali sono meglio perseguite utilizzando non solo la filosofia, ma anche e soprattutto il metodo scientifico. Così "la scienza può determinare i valori umani" si traduce in "la scienza può dirci quali valori conducano allo sviluppo umano". È in questo senso che Harris raccomanda agli scienziati di iniziare a dibattere su una scienza normativa della "morale".

## Sinossi
Il caso proposto di Sam Harris inizia con due premesse: "(1) certe persone hanno una vita migliore di altre, e (2) queste differenze sono legate, in modo lecito e non del tutto arbitrario, a stati del cervello umano e a stati del mondo." L'idea è che una persona stia semplicemente descrivendo fatti materiali quando descrive una possibile vita "migliore" e/o "peggiore" per se stessa. Concedendo questo, Harris dice che si deve quindi concludere che ci siano fatti su quali linee d'azione permettono di perseguire una vita migliore.
Harris attesta l'importanza di ammettere l'esistenza di tali fatti, perché dice questa logica si applica anche a gruppi di individui. Suggerisce che ci sono modi migliori e/o peggiori di perseguire una vita migliore, applicabili ad intere società. Proprio come nella scala del singolo individuo, ci possono essere più percorsi e "picchi" differenti per far sviluppare le società - e molti altri modi per farle fallire.
Harris poi afferma come caso pragmatico che la scienza possa utilmente definire la "morale" in base a tali fatti (circa il benessere delle persone). Spesso le sue argomentazioni sottolineano il modo in cui i problemi con questa definizione scientifica della morale sembrino essere problemi condivisi da tutta la scienza, o dalla ragione e dalle parole in generale. Harris dedica anche del tempo a descrivere come la scienza possa coinvolgere sfumature e sfide per individuare i modi migliori per migliorare la vita dell'individuo e del gruppo. Molti di questi problemi sono trattati più avanti.

### Filosofia
Sebbene il libro di Harris parli delle sfide che una scienza della morale deve affrontare, l'autore asserisce anche che la sua argomentazione scientifica è di fatto filosofica e che questo è il caso per quasi tutta l'indagine scientifica. L'autore ricorda che la scienza moderna consiste di una pratica attenta di primi principi filosofici come l'empirismo e il fisicalismo. Suggerisce inoltre che la scienza ha già risolto molto sui valori nel rispondere alla domanda "cosa devo credere, e perché dovrei crederci?" Harris dice che non dovrebbe sorprendere che le scienze etiche normative siano, o sarebbero, fondate allo stesso modo su ipotesi solide (grundnorm) e afferma:
Il modo in cui Harris pensa che la scienza potrebbe coinvolgere questioni morali, attinge da diverse posizioni filosofiche come il realismo etico (ci sono fatti meritevoli di esser chiamati 'fatti morali'), e naturalismo etico (questi fatti si riferiscono al mondo fisico). L'autore dice una scienza della morale potrebbe assomigliare all'utilitarismo, ma che la scienza è, soprattutto, più aperta perché tratta di una definizione evolutiva del benessere. Piuttosto che impegnarsi quindi nel materialismo riduttivo, Harris riconosce le argomentazioni dei revisionisti che le definizioni psicologiche stesse sono contingenti alla ricerca e alle scoperte. Harris aggiunge che qualsiasi scienza della morale deve considerare tutto, dalle emozioni e pensieri alle azioni reali e loro conseguenze.
Per Harris, le proposizioni morali, e i valori espliciti in generale, si rivolgono allo sviluppo delle creature coscienti in una data società. Egli sostiene che "la morale sociale esiste per supportare le relazioni sociali cooperative e la morale può essere valutata oggettivamente in base a tale standard." Harris considera le affermazioni di alcuni filosofi circa una moralità strettamente privata come affini ad una discussione improduttiva su una qualche fisica personale e privata.
Harris discute anche di come un'intercambiabilità di prospettiva potrebbe emergere quale parte importante del ragionamento morale. Allude ad un 'principio di spiacevole sorpresa', dove qualcuno si rende conto di aver sostenuto una norma morale inefficace (ad esempio, i casi conosciuti di nazisti "cacciatori di ebrei" che hanno scoperto di essere loro stessi di origine ebraica).

### Scienza e verità morali
Harris individua tre progetti per la scienza quando si riferisce alla moralità: (1) spiegare perché gli esseri umani fanno quello che fanno in nome della "morale" (ad esempio, la tradizionale psicologia evoluzionista), (2) determinare quali modelli di pensiero e di comportamento gli esseri umani debbano in realtà seguire (cioè la scienza della morale), e (3) in generale convincere gli esseri umani a cambiare i loro modi di vita. Harris asserisce che il primo progetto si concentra solo sul descrivere "che cosa è", mentre i progetti (2) e (3) si concentrano rispettivamente su "cosa dovrebbe essere" e "cosa potrebbe essere". Il punto di Harris è che questo secondo progetto prescrittivo dovrebbe essere al centro di una scienza della morale. Cita tuttavia che non dovremmo temere un "futuro orwelliano" con scienziati ad ogni angolo - il progresso fondamentale nella scienza della morale potrebbe essere condiviso allo stesso modo dei progressi della medicina.
Harris dice che è importante distinguere il progetto (1) dal progetto (2), altrimenti si rischierebbe di commettere una "fallacia moralistica". Sottolinea inoltre l'importanza di distinguere tra il progetto (2) (chiedere cosa è giusto) e il progetto (3) (cercare di cambiare comportamento). Dobbiamo capire, afferma l'autore, che le sfumature della motivazione umana sono una sfida di per sé: gli esseri umani spesso non riescono a fare quello che "dovrebbero" fare persino per essere egoisti con successo - ci sono tutte le ragioni per credere che scoprire ciò che è meglio per la società non cambierebbe le abitudini di ogni suo membro all'improvviso.
Harris non crede che le persone, e anche gli scienziati, abbiano sempre preso le giuste decisioni morali — anzi la sua argomentazione è proprio che molti abbiano sbagliato su fatti morali. Ciò è dovuto alle molte difficoltà reali della buona scienza in generale, comprese le limitazioni cognitive ed i pregiudizi umani (ad esempio l'"avversione alle perdite" può influenzare le decisioni umane su temi importanti come la medicina). L'autore cita le ricerche sulla paralisi psichica di Paul Slovic e altri per descrivere solo alcuni casi di euristica mentale che potrebbero impedirci di ragionare correttamente  Sebbene sostenga che la formazione potrebbe temperare l'influenza di questi pregiudizi, Harris si preoccupa di quelle ricerche che dimostrano che l'incompetenza e l'ignoranza in un dato campo portano alla fiducia (l'effetto Dunning-Kruger).
L'autore spiega che dibattiti e disaccordi fanno parte del metodo scientifico e che una delle parti può certamente essere in errore. Spiega inoltre che tutti i dibattiti ancora disponibili alla scienza illustrano quanto lavoro possa ancora essere fatto e quanto dibattito debba ancora avvenire.

### Convinzioni positive

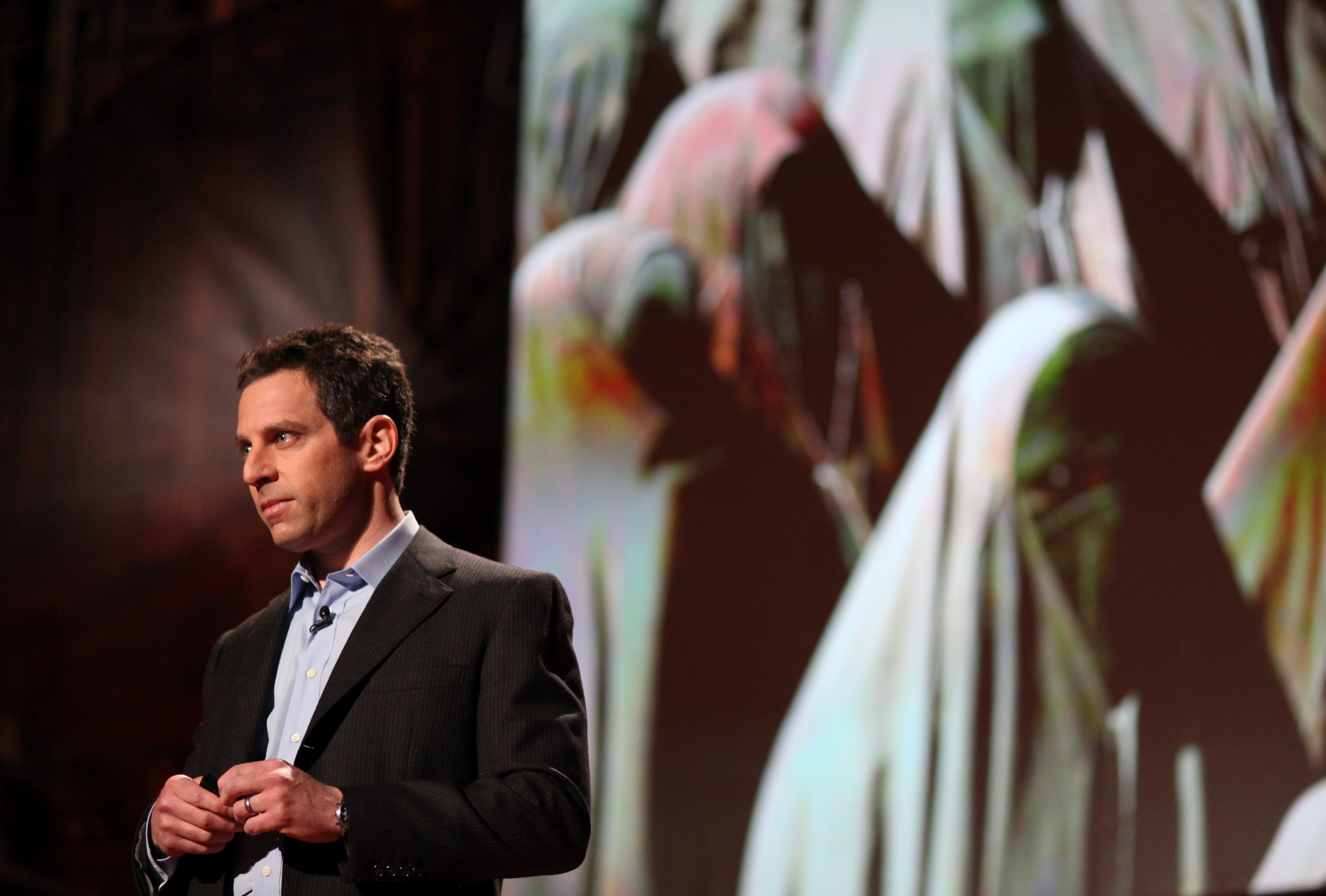
Sam Harris alla presentazione del libro (2010)

Il libro è pieno di problemi che Harris pensa siano tutt'altro che aree empiricamente, moralmente grigie – cioè, oltre a dire che il pensare 'ragionevolmente' a questioni morali sia pari al pensare scientifico. Per esempio, egli fa riferimento ad un sondaggio che ha rivelato che il 36 per cento dei musulmani britannici pensano gli apostati debbano essere messi a morte per la loro infedeltà, e dice che questi individui sono "moralmente confusi" L'autore suggerisce anche che è ovvio che la solitudine, l'impotenza e la povertà sono "cattive cose", ma che ciò non è l'unico punto che la psicologia positiva ha chiarito e chiarirà.
In una sezione del libri, chiamata The illusion of free will (L'illusione del libero arbitrio), Harris sostiene che vi è un'abbondanza di prove in psicologia (ad esempio l'"illusione dell' introspezione") o specificamente connesse alla neuroscienza del libero arbitrio, che suggerisce che metafisicamente il libero arbitrio non esiste. Ciò, dice Harris, è intuitivo: "correnti di pensiero... trasmettono la realtà apparente delle scelte, fatte liberamente. Ma da un punto di vista più profondo... i pensieri nascono semplicemente (che altro possono fare?)." Aggiunge: "L'illusione del libero arbitrio è di per se stessa un'illusione". Le implicazioni dell'inesistenza del libero arbitrio potrebbe essere un determinismo pratico, e Harris ammonisce di non confonderlo con il fatalismo.

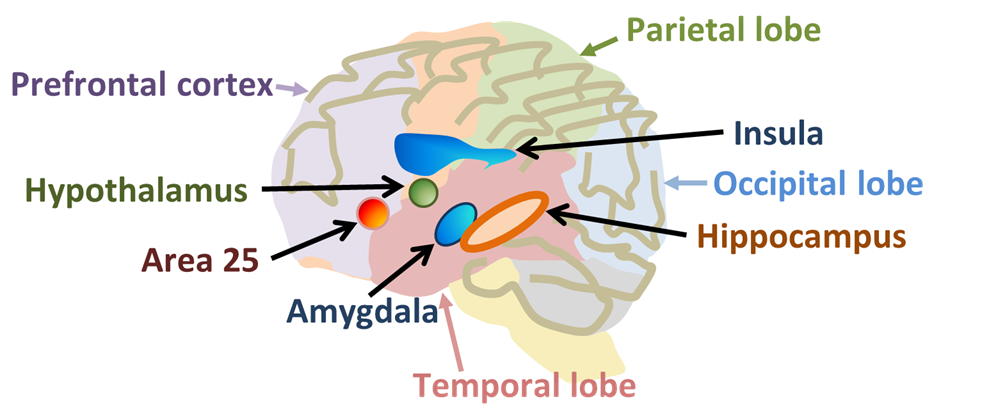
Alcune aree del cervello umano coinvolte nei disordini mentali potrebbero essere correlate al libero arbitrio. L'area 25 si riferisce all'Area 25 di Brodmann, connessa alla Long term depression (LTD)

Una delle implicazioni di una volontà determinata, asserisce Harris, è che diventa irragionevole punire la gente per ritorsione — solo la modificazione del comportamento e la deterrenza degli altri sembrano ancora essere potenzialmente validi motivi per punire. Ciò soprattutto perché la modifica del comportamento è una sorta di cura per i comportamenti cattivi. Qui Harris fornisce un esperimento mentale: 
Harris riconosce una gerarchia di considerazione morale (per es., gli esseri umani sono più importanti dei batteri o dei topi). Afferma che ne consegue che ci potrebbe essere, in linea di principio, una specie rispetto alla quale noi siamo relativamente poco importanti (sebbene dubiti che tale specie esista). Harris sostiene lo sviluppo delle tecnologie per la rilevazione del mentire e ritiene che tali tecnologie sarebbero nel complesso benefiche per l'umanità. Egli propugna anche la formazione di una civiltà globale esplicita a causa del potenziale di stabilità che verrebbe prodotto da un governo mondiale.

#### Religione: buona o cattiva?
Coerentemente con la definizione di morale da lui proposta, Harris afferma che dobbiamo chiederci se la religione oggi aumenti lo sviluppo umano (indipendentemente dal fatto che essa lo abbia aumentato nel distante passato). L'autore sostiene che le religioni possono essere praticate in gran parte perché si adattano bene alle tendenze cognitive umane (cfr. ad esempio l'animismo). Nella sua visione, la religione e il dogma religioso sono un impedimento alla ragione, e discute le controverse opinioni dello scienziato Francis Collins come esempio di preoccupante irrazionalità e "suicidio intellettuale".
Harris critica le tattiche di laicisti come quelle del giornalista Chris Mooney, che sostengono che la scienza non è fondamentalmente (e certamente non superficialmente) in conflitto con la religione. Harris vede tali affermazioni come un grave ed erroneo espediente di riconciliazione, che tenta con condiscendenza di pacificare i teisti più devoti. Harris asserisce che le società possono (e devono) abbandonare la loro dipendenza verso la religione, come hanno fatto con la stregoneria, che in passato era altrettanto profondamente radicata.

## Ricezione
The Moral Landscape ha raggiunto il 9º posto nella lista dei best seller del New York Times per la saggistica, in ottobre 2010.
Il libro è stato lodato ed apprezzato da accademici e scrittori come il biologo e divulgatore scientifico Richard Dawkins, lo scrittore Ian McEwan, lo psicologo e linguista Steven Pinker, il fisico teorico Lawrence Krauss ed il filosofo Daniel Dennett.
È stato fortemente criticato, o a volte duramente contestato, da varie personalità accademiche e giornalistiche, tra cui il filosofo statunitense Troy Jollimore, il critico letterario Kwame Anthony Appiah sul New York Times, l'antropologo Scott Atran e altri – ai quali Sam Harris ha risposto dettagliatamente in un successivo articolo su The Huffington Post. Tra coloro che hanno ci sono stati anche molti non credenti, ad esempio il filosofo e biologo Massimo Pigliucci sia su Skeptic Magazine che sul suo blog personale. Pigliucci indica chiaramente che Sam Harris commette diverse fallacie logiche, come la fallacia naturalistica e l'errore categoriale. Pigliucci non solo accusa Harris di non riuscire a rispondere adeguatamente alle critiche, ma accusa anche una ignoranza di Harris a riguardo della Metaetica coinvolta nell'argomento. Il biologo P.Z. Myers ed il cosmologo Sean Carroll, entrambi sostenitori del movimento ateo, hanno pure fortemente criticato Harris. Nonostante questi concordino su molti punti con Harris, essi pure negano che tesi proposta da Harris sia corretta o praticamente fattibile.
Viste le forti critiche Sam Harris prospose una competizione a cui avrebbe dato 20.000 dollari a colui che avrebbe portato delle critiche al suo lavoro. Il vincitore, Ryan Born, è stato pubblicato sul sito di Harris ed essenzialmente rafforza le critiche mosse da Pigliucci ed altri. Harris non ha ancora risposto a teli critiche in maniera soddisfacente.